# St. Ulrich und Leonhard (Biberg)

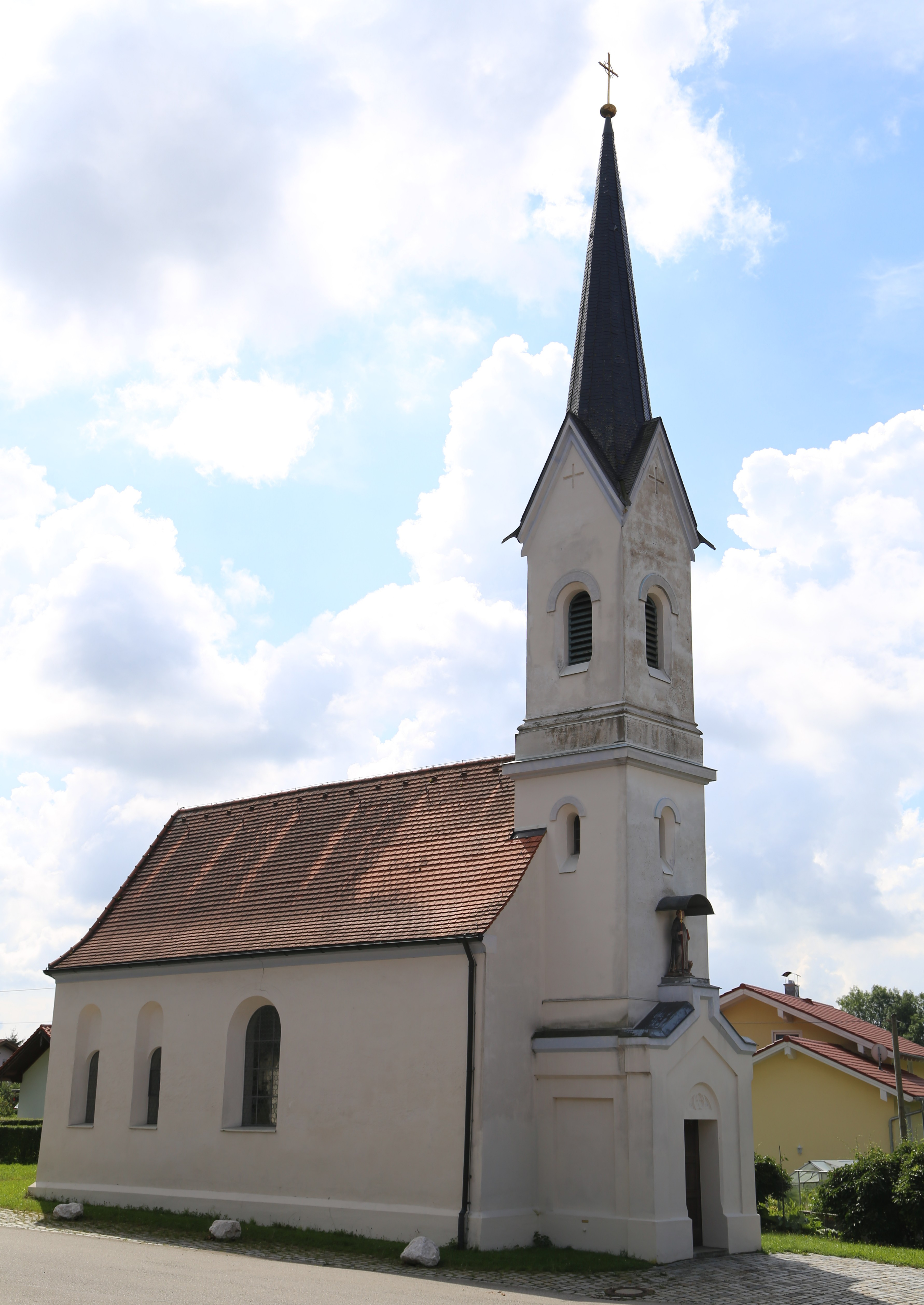
St. Ulrich und Leonhard in Biberg

St. Ulrich und Leonhard in Biberg, einem Ortsteil der oberbayerischen Gemeinde Tuntenhausen, ist eine Filialkirche der Pfarrei Schönau.
Der spätgotische Saalbau mit Westturm wurde 1686 umgestaltet. Der Turm stammt aus dem Jahr 1880.
Die Pfarrei Schönau ist eingebunden in den Pfarrverbund für die Pfarreien Schönau, Beyharting, Tuntenhausen und Ostermünchen. Jede dieser Pfarreien ist ebenfalls zugehörig zu der Gemeinde Tuntenhausen.